# Mike Tan
Jan Michael Tan (* 31. Dezember 1986 in Angono, Provinz Rizal, Philippinen) ist ein philippinischer Schauspieler.

## Leben
Tan wuchs bei seinen Großeltern väterlicherseits auf und besuchte die Elementarschule in Mandaluyong City, anschließend die Mandaluyong East High School. Er besuchte Kurse für Wirtschaftsmanagement und Industriepsychologie an der Rizal Technological University in Mandaluyong.
Später erhielt er Rollen in der Serie StarStruck und im Film Lovestruck und begann als Schauspieler zu arbeiten. Er spielt in Kinofilmen und in Fernsehserien, die auf den Sendern GMA Network und QTV ausgestrahlt werden.
Tan war 2015 in den Kategorien Best Supporting Actor und Best Single Performance by an Actor für den PMPC Star Awards for Television nominiert.

## Filmografie (Auswahl)

### Fernsehserien
- 2004: StarStruck (Season 2)
- 2005: Now and Forever: Mukha (Paolo)
- 2005: Baywalk
- 2005/2006: SOP Gigsters
- 2005/2006: Sugo (Peping)
- 2005/2010: SOP Rules
- 2006: I Luv NY (Tero)
- 2006: Love To Love: Stuck in Love (Engelbert)
- 2006: Love To Love: Love Ko Urok (J.D)
- 2007/2008: Marimar (Choi)
- 2008: Dear Friend
- 2008: Sine Novela: Maging Akin Ka Lamang (Rick Rivera)
- 2009: Rosalinda (Rico)
- 2009: Sine Novela: Dapat Ka Bang Mahalin? (Bong Ramos)
- 2009/2010: SOP Fully Charged
- 2010: Sine Novela: Trudis Liit (Migs Ocampo)
- 2010: Daisy Siete Presents: Bebe and Me (Daniel Tan)
- 2010: Love Bug Presents: The Last Romance (Dado)
- 2011: Spooky Nights: Singil (JR)
- 2011: Kung Aagawin Mo Ang Langit (Jonas Alejandro)
- 2011: Captain Barbell Ang Pagbabalik (Teban/Anino)
- 2012: Faithfully (Perry Escanio)
- 2012: Legacy (Arturo „Thirdy“ San Jose)
- 2013: Genesis (Rodrigo „Rod“ Sandoval)
- 2013: Mga Basang Sisiw (Gregorio „Rigor“ Manalastas)
- 2013: Magpakailanman (Nil Nolado)
- 2013: Party Pilipinas
- 2014: Dading
- 2014: Magpakailanman: Asawa Mo, Hiniram Ko (Noah)
- 2014: Kambal Sirena (Jun Ramos)
- 2014: Magpakailanman: My Love Forever (Jonathan)
- 2014: Magpakailanman: Kambal na Lihim (Leo)
- 2015: My Faithful Husband (Bradley/Brad)
- 2015: Wish Ko Lang: Alipin ng Kapalaran (Dexter)
- 2015: Magpakailanman: 8Gay Pride (Becca)
- 2015: Alamat: Juan Tamad (Juan Tamad)
- 2015: The Rich Man’s Daughter (Paul Tanchingco)
- 2015: Magpakailanman: PO2 Ephraim Mejia Story (Macoy)
- 2015: Pari ’Koy (Dindo Altamira)
- 2015/2016: Odorite Philippines
- 2015: Maynila: Proxy Love (Rommel)
- 2016: Magpakailanman: When Love Becomes Obsession (Emil)
- 2016: Learn Out Loud (Pak Sueb)
- 2016: Wagas: Asawa o Anak? (James)
- 2016: The Millionaire’s Wife (Ivan Meneses)
- 2016: Wagas: Super Policeman and Super Firewoman (Gio)
- 2016: Karelasyon: Kulam (Daniel)

### Filme
- 2005: Lovestruck
- 2006: Puso 3
- 2006: Manay Po
- 2007: Batanes: Sa Dulo Ng Walang Hanggan
- 2008: Barang
- 2009: Manay Po 2: Overload
- 2009: Hellphone
- 2010: Marino: Call Of The Sea
- 2015: No Boyfriend Since Birth